# Петров Василь Степанович
Васи́ль Степа́нович Петро́в (5 березня 1922 — 15 квітня 2003) — радянський та український воєначальник, двічі Герой Радянського Союзу, заступник командувача Ракетних військ і артилерії Головного командування Сухопутних військ Збройних Сил України, кандидат воєнних наук.

## Біографія
Василь Степанович Петров народився 5 березня 1922 року (за іншими даними 22 червня) у селі Дмитрівка Приазовського району Запорізької області у селянській родині.
У 1939 році, після закінчення Нововасилівської середньої школи призваний до лав Червоної армії Мелітопольським міським райвійськкоматом Запорізької області, вступив до Сумського артилерійського училища, яке закінчив у 1941 році. По закінченню училища отримав скерування до 92-ого окремого дивізіону, який дислокувався у місті Новоград-Волинський.

### Друга світова війна
Початок німецько-радянської війни лейтенант Василь Петров зустрів старшим офіцером на батареї (СОБ) 92-го окремого артилерійського дивізіону, що дислокувався поблизу містечка Новоград-Волинський. Воював на Південно-Західному, Брянському, Воронезькому, Донському, 1-му Українському фронтах.
23 вересня 1943 року із запеклими боями батареї полку під командуванням капітана Василя Петрова першими з частин 32-ї окремої винищувальної протитанкової артилерійської бригади (40-а армія, Воронезький фронт) висадились на плацдарм на правому березі Дніпра в районі Переяслава. В тих боях виконувач обов'язків командира полку капітан Василь Петров внаслідок важкого поранення втратив обидві руки. За мужність і героїзм, виявлені при форсуванні Дніпра, йому, Указом Президії Верховної Ради СРСР від 24 грудня 1943 року, було присвоєно звання Герой Радянського Союзу із врученням ордена Леніна й медалі «Золота Зірка» № 3504.
Після лікування в тамбовському шпиталі, незважаючи на втрату рук, вже через вісім місяців майор Василь Петров повернувся до строю і за наполяганням співслужбовців-фронтовиків його було призначено на посаду командира артилерійського полку.
У квітні 1945 року, за виключну сміливість, волю та вміння керувати особовим складом, що були виявлені в боях на території Німеччини, за утримання плацдарму на Одері в районі селища Ніскі (Німеччина) 19-20 квітня 1945 року, командиру 248-го гвардійського винищувального-протитанкового артилерійського полку (11-а гвардійська винищувально-протитанкова артилерійська бригада, 52-а армія, 1-й Український фронт) Указом Президії Верховної Ради СРСР від 27 червня 1945 гвардії майору Василю Петрову було вдруге присвоєно звання Герой Радянського Союзу (медаль «Золота Зірка» № 6091).

### Подальші роки
Після війни Василь Степанович проходив службу у військах та штабах, був заступником командувача артилерії і ракетними військами округу Прикарпатського військового округу. У 1954 році він закінчив Львівський державний університет. Успішно захистив кандидатську дисертацію. Після розпаду СРСР займав посаду заступника командувача ракетних військ і артилерії Головного командування Сухопутних військ Збройних Сил України.
В березні 1994 року Указом Президента України генерал-полковника Василя Петрова було довічно залишено на військовій службі у Збройних силах України.
Автор книги «Минуле з нами». Київ, 1977 — 1979,.
Помер 15 квітня 2003 року. Похований на Байковому кладовищі Києва (ділянка № 52а).

## Нагороди

Надгробок Василя Петрова на Байковому цвинтарі

Василь Степанович Петров нагороджений наступними орденами та медалями:
- два ордени Леніна (наказами від 24.12.1943, 21.6.1982);
- Орден Жовтневої Революції (наказом від 08.01.1980);
- Орден Червоного Прапора (наказом від 07.04.1975);
- орден Вітчизняної війни 1-го ступеня (наказом від 11.03.1985);
- три ордени Червоної Зірки (наказами від 09.09.1942, 04.10.1943, 30.12.1956);
- орден Дружби;
- орден Богдана Хмельницького;
- орден Віртуті Мілітарі 5-ого класу;
- орден Воєнний хрест.

А також медалями.

## Пропам'ятні таблиці, погруддя, пам'ятники
У 1953 році Бронзовий бюст двічі Героя Радянського Союзу В. С. Петрова, встановлено у місті Тамбов, Російська Федерація. Автори — скульптор Л. Є. Кербель, архітектор І. А. Француз.
Під час святкування 20-ї річниці Перемоги у німецько-радянській війні, у 1965 році у Запоріжжі було урочисто відкрито Алею Слави, де на одній з гранітних стел значиться ім'я Василя Степановича Петрова.
У місті Суми, на фасаді головного корпуса військового ліцею (колишнього Сумського вищого артилерійського командного училища) по вулиці Кірова 165, встановлена меморіальна таблиця на честь випускників цього училища — двічі Героїв Радянського Союзу, генерал-полковників А. Г. Кравченка та В. С. Петрова.
У місті Мелітополь, Запорізької області ім'я Василя Степановича Петрова вибите на одному з каменів на Алеї Героїв Радянського Союзу 1941–1945 рр., яка була урочисто відкрита 9 травня 2005 р., під час святкування 60-ї річниці Перемоги у німецько-радянській війні.
7 травня 2012 року у Києві по вул. Кутузова, 14, де мешкав В. С. Петров, було відкрито меморіальну дошку.